# الإنجليزية في الحوسبة
يسود استخدام اللغة الإنجليزية في الحوسبة كلغة مُشتركة حول العالم في مجالات البرمجة وعلوم الحاسوب، مثلما يغلب استخدام مصطلحات اللغة اللاتينية واللغة اليونانية على بعض العلوم الأخرى. ويُعزى الاعتماد على اللغة الإنجليزية كلغة رئيسية في مجالات الحوسبة إلى عوامل تاريخية وتقنية، فقد كان للولايات المتحدة الأمريكية والمملكة المتحدة، حيث أغلبية السكان من الناطقين باللغة الإنجليزية، دور بارز في تطوير ونشر أنظمة الحاسوب وشبكاته والبرمجيات وتقانة المعلومات، كما ساعدت القيود التقنية لأجهزة الحاسوب المبكرة، بالإضافة إلى غياب التوحيد القياسي الدولي للإنترنت على استمرار هيمنة اللغة الإنجليزية على الحوسبة حتى غيّرت الابتكارات اللاحقة في البنية التحتية للإنترنت وزيادة سرعة الحاسوب هذه الظروف السابقة. ومع ذلك، فإن هيمنة اللغة الإنجليزية على الابتكارات والإضافات التقنية في علوم الحاسوب لم تمنع استخدام لغات أخرى في مجالات الحوسبة من آن لآخر. كما أن العديد من التقنيات واسعة الانتشار القائمة على اللغة الإنجليزية لم تُنتج في الولايات المتحدة الأمريكية أو المملكة المتحدة. فلغة روبيعلى سبيل المثال، طُوّرت في اليابان. وعلى الرغم من أن اللغة الإنجليزية لا تزال مؤثرة على العديد من اللغات الأخرى فيما يتعلق بأجهزة الحواسيب وتقنيات الحوسبة، فإن معظم منتجات البرمجيات أصبحت الآن مترجمة إلى العديد من اللغات، وقد أدى اختراع ترميز الأحرف الموحد إلى حل المشكلات المتعلقة بالأبجديات غير اللاتينية.

## التاريخ
تستند علوم الحاسوب إلى أساس رياضي أرسته الثقافات غير الناطقة باللغة الإنجليزية. إذ سجّلت أولى المجتمعات المتعلمة رياضيًا في الشرق الأدنى القديم طرقًا لحل المسائل الرياضية على مراحل. وقد اشتُقت كلمة "خوارزمية" على سبيل المثال من اسم عالم الرياضيات العربي محمد بن موسى الخوارزمي، والذي عاش في فترة العصور الوسطى، وساهم في انتشار استخدام الأرقام الهندية العربية. أكمل غوتفريد لايبنيس، وهو عالم رياضيات ألماني، أول معالجة منهجية للأرقام الثنائية، وكتب لايبنيس أطروحته حول هذا الموضوع باللغة الفرنسية، والتي كانت تُعتبر لغة العلوم المشتركة في ذلك الوقت، وفي السنوات اللاحقة ظهرت ابتكارات مبكرة لما يُعرف في الوقت الحالي بأجهزة الحاسوب خارج البلدان الناطقة بالإنجليزية، حيث اخترع باسكال على سبيل المثال أول آلة حاسبة ميكانيكية في العالم، وقام لايبنيس بتحسينها.
ظهر الاهتمام ببناء آلات الحوسبة لأول مرة في القرن التاسع عشر، مع ظهور الثورة الصناعية الثانية، وبدأت أصول الحوسبة تتغلغل في التقاليد الإنجليزية خلال تلك الحقبة مع تصور تشارلز بابيج لآلة الفرق والتحليل، وعمل جورج بول في المنطق، واختراع هيرمان هولريث لآلة الجدولة، والتي اخترعها تحديدًا لاستخدامها في حصر تعداد الولايات المتحدة الأمريكية عام 1890. تمتعت بريطانيا في ذلك الوقت بقوة هيمنة شبه كاملة في الغرب في ذروة النفوذ البريطاني، وكانت الولايات المتحدة الأمريكية تشهد طفرة اقتصادية وديموغرافية. بحلول فترة ما بين الحربين العالميتين في أوائل القرن العشرين، فكانت أهم أبحاث الرياضيات المتعلقة بتطوير الحوسبة تُجرى باللغة الإنجليزية، والتي بدأت أيضًا في أن تصبح لغة مشتركة جديدة للعلوم.
في السنوات الأخيرة، بدأ بعض الباحثين في دراسة هيمنة اللغة الإنجليزية في الحوسبة بشكل أكثر انتقادًا. tعلى سبيل المثال، درس المؤرخ توماس مولاني كيف استجابت الحوسبة الصينية لمشكلة لوحة مفاتيح كويرتي، والتي لم تكن في البداية سهلة الاستخدام لمستخدمي الحواسيب الصينيين بسبب اختلاف اللغتين الإنجليزية والصينية وطبيعة الاختيارات المحدودة للمفاتيح. درس توماس مولاني في كتابه الذي حمل عنوان «الحاسوب الصيني: تاريخ عالمي لعصر المعلومات» الاستراتيجيات المبتكرة التي استخدمها مستخدمو الحاسوب الصينيون للتغلب على هذا التحدي، من بين أمور أخرى. وفي الوقت نفسه، درس الباحث مارك وارسهاور استخدام الإنترنت عبر سياقات عالمية مختلفة، وكتب عن أسباب وجود وفرة كبيرة من المعلومات الرقمية باللغة الإنجليزية، بينما تتوفر كميات أقل بكثير من المعلومات بلغات أخرى، وهي القضية التي تمثل مشكلة للاندماج الاجتماعي.
على الرغم من أن اللغة الإنجليزية تُعتبر المعيار الأساسي للغات البرمجة، فقد طورت الدول غير الناطقة بالإنجليزية العديد من لغات البرمجة المستخدمة على نطاق واسع حول العالم. مثل لغة بايثون، والتي تُعد واحدة من أكثر لغات البرمجة شيوعًا حول العالم، على الرغم من أنها اختُرعت في هولندا عام 1991 على يد عالم الحاسوب الهولندي غيدو فان روسوم. وفي اليابان، ابتكر يوكيهيرو ماتز ماتسوموتو في منتصف التسعينيات من القرن العشرين لغة روبي، وهي لغة برمجة تُستخدم أساسًا لتطوير الويب. اعتُبرت اللغة الإنجليزية أكثر ملاءمةً لمجتمع التنمية الدولي. وبناءًا على الكلمات المفتاحية الفرنسية، فقد نشأت في فرنسا لغة رمزية للتدريس للمبرمجين المبتدئين، ولكن يُعزى فشلها إلى نقص المعرفة الفرنسية عالميًا. ونتيجةً لذلك، طُوّرت لغة باسكال باللغة الإنجليزية خلال فترة انتشارها في سويسرا.

## التأثير على اللغات الأخرى
أدت هيمنة اللغة الإنجليزية على مجالات الحوسبة إلى إدخال الكثير من مصطلحات الحوسبة بالإنجليزية في العديد من اللغات الأخرى. وعلى الرغم من أن بعض المجتمعات اللغوية تقاوم هذا التوجه بشدة، فهناك مُجتمعات أخرى، تُستخدم فيها اللغة الإنجليزية في مجالات الحوسبة على نطاق واسع وبشكل مباشر أكثر. ويقدم هذا القسم بعض الأمثلة على استخدام المصطلحات الإنجليزية المُستعارة في لغات أخرى، مع الإشارة إلى أي اختلافات ملحوظة في حال وحودها.

### في اللغة العربية
على الرغم من الجهود الهائلة المبذولة لتعريب العلوم والمُصطلحات التقنية بما فيها المُصطلحات المتعلقة بمجالات الحوسبة في البلدان الناطقة بالعربية من خلال مؤسسات مثل مجمع اللغة العربية بالقاهرة ومجمع اللغة العربية الأردني ومجمع اللغة العربية بدمشق، فقد تسللت الكثير من المُصطلحات والكلمات الإنجليزية إلى اللسان العربي، وأصبحت شائعة الاستخدام على نطاق واسع في أنحاء الوطني العربي، رغم محاولات تعريبها، ومن أشهر الأمثلة على ذلك كلمة «كمبيوتر» التي يشيع استخدامها للدلالة على أجهزة الحاسوب، وكلمة «روبوت» التي تُشير إلى ذلك النوع من الماكينات القابلة للبرمجة، وكلمة «الإنترنت» التي يشيع استخدامها في الدول العربية بلا منازع، وتُشير إلى شبكة المعلومات العالمية. أنشأ مجمع اللغة العربية بالقاهرة في عام 2025 خلال فعاليات مؤتمره السنوي لجنة خاصة تحت رئاسة عالم الحاسوب وعضو المجمع اللغوي محمد فهمي طلبة، لتطوير مصطلحات اللغة العربية ومواكبتها للمُستجدات في مجالات الذكاء الاصطناعي.

### في اللغة الفرنسية
تتضمن اللغة الفرنسية بعض الكلمات المستعارة من الإنجليزية، والمقبولة عمومًا، ولكن هناك أيضًا جهد واضح لتجنب استخدامها في فرنسا، إذ تتولى الأكاديمية الفرنسية مسؤولية توحيد اللغة، وغالبًا ما تبتكر مصطلحات تقنية جديدة. بعضها مقبول عمليًا، ولكن غالبًا ما تظل المصطلحات الإنجليزية المستعارة هي السائدة. وفي مقاطعة كيبيك بكندا، يقوم المكتب الكيبيكي للغة الفرنسية بوظيفة مماثلة لما تقوم به الأكاديمية الفرنسية في فرنسا.
ميل (mél): تُستخدم هذه الكلمة بكثرة في فرنسا وفي الأجزاء الناطقة بالفرنسية في أوروبا وكندا للدلالة على البريد الإلكتروني، وهي مُشتقة من الكلمة الإنجليزية (E-mail) التي تعني بريد إلكتروني أيضًا.